# マイケル・デ・レーウ
マイケル・デ・レーウ（Michael de Leeuw）ことマイケル・イェルーン・マールテン・ミヒール・デ・レーウ（Michael Jeroen Maarten Michiel de Leeuw、1986年10月7日 - ）は、オランダ・ホールレ出身の元サッカー選手。現役時代のポジションはMFであるが、シカゴ・ファイアーFC所属前まではFWとしてプレーしていた。

## クラブ経歴
SCフェーンダムでプロキャリアをスタートさせ、デビューシーズンの2009-10シーズンにはオランダ2部で25得点を挙げ、リーグ得点王に輝いた。翌シーズンも2部で13ゴールを記録した。
2011年6月、エールディヴィジのデ・フラーフスハップに移籍した。1部初挑戦にも関わらず、10得点でチーム内のトップスコアラーになった。
2012年5月22日、FCフローニンゲンに移籍した。8月26日、第3節PSV戦でデビューした。9月22日のPECズウォレ戦で初得点すると、翌節のローダJCとの試合ではハットトリックを達成した。最終的に、リーグ戦で11得点を記録し、フィルジル・ファン・ダイクについでベストプレイヤーに選出された。また、12月22日のNEC戦できめたゴールはシーズンのベストゴールに選ばれた。
2016年5月17日、シカゴ・ファイアーFCに3年契約で移籍した。
2019年12月31日、FCエメンに加入した。
2021年3月26日、フローニンゲンに復帰した。
2022年8月10日、ヴィレムIIに2年契約で移籍した。
2024年6月11日、SCカンブールに1年契約で移籍した。
2025年5月、現役引退を表明した。